# 税務大学校
税務大学校（ぜいむだいがっこう、英: National Tax College）は、国税庁所管の省庁大学校である。
本校事務室が東京都千代田区霞が関3丁目1番1号に、校舎が埼玉県和光市南2丁目3番7号にあるほか、地方研修所が全国12か所にある。

## 概要
国税局・税務署などにおいて税務に携わる国家公務員（税務職員）に対する各種の研修、税務に関する学術研究、諸外国の税務職員に対する国際研修を実施している。
学士などの学位が得られる課程は実施していないが、専科・本科・一部の通信研修は税理士法に定める指定研修とされており、修了者は一定の条件のもと、税理士試験において会計学に属する科目の受験が免除となる。

## 沿革
〈この節の主な出典： 〉
- 1941年（昭和16年）05月 – 大蔵省税務講習所を創設。
- 1944年（昭和19年）04月– 仙台、名古屋、広島、熊本に支所を設置。
- 1945年（昭和20年）04月– 大阪に支所を設置。
- 1947年（昭和22年）05月– 大蔵省高等財務講習所（後の本校若松町校舎）を新宿区若松町に創設。
- 1949年（昭和24年）06月 – 国税庁の発足に伴い、国税庁税務講習所を創設（大蔵省税務講習所・同高等財務講習所を廃止）。関東信越、札幌、金沢、高松、福岡に支所を設置。
- 1964年（昭和39年）06月18日 – 従前の税務講習所を税務大学校に、支所を地方研修所に改組。高等科は本科に改まる。
- 1968年（昭和43年）06月 - 若松町校舎に租税資料室を設置。
- 1965年（昭和40年）04月 – 本校に研究科を開設。
- 1972年（昭和47年）05月 - 沖縄研修支所を設置。
- 1974年（昭和49年）07月 - 本校に専門官研修（翌年7月から専科）を開設。
- 1978年（昭和53年）04月 - 本校船橋校舎が開校。
- 1998年（平成10年）07月 - 若松町校舎・船橋校舎が埼玉県和光市へ移転、和光校舎が開校。
- 2006年（平成18年）07月 - 租税史料館を税務情報センターに改組。

## 新規採用者に対する研修

### 税務理論研修
国家公務員採用総合職試験により採用されて約3年の実務経験を経た職員を対象として実施している（研修期間：3か月）。
令和3年時点において、国税庁がマイナビ2022で公開している採用情報を下記に記載する。
| 総合職試験【事務系】採用実績（学校）                                                                                                |
| --- |
| 東京大学、京都大学、中央大学、神戸大学、慶應義塾大学、大阪市立大学、大阪大学、北海道大学、慶應義塾大学大学院、名古屋大学大学院 ほか |

### 専門官基礎研修
大卒程度の国税専門官試験に合格し採用された者は、和光校舎において3か月間の専門官基礎研修を受講する。
研修期間には、所得税法、法人税法、相続税法及び消費税法など国税の一般的な税目を広く勉強する。また日商簿記2級をもっていない者については、4月の入校から2か月後の6月の検定で簿記2級に合格する事が求められる。
修了後は、各地の税務署で1年間実務を経験したのち1か月間の専攻税法研修を受講し、さらに2年後、7か月間の専科研修を受講することとされている。国税の職場は実力主義であり、普通科出身者は本科の他、試験を経て専科にも成れる(内部専科)。

### 普通科
| ①税法科目、②実務講義及び実地研修、③簿記会計学、④班別会同、⑤主に民法、商法・会社法及び経済学の法律・経済科目、⑥データリテラシーなどにより編成しています。なお、1年間のうち最後の3か月については、確定申告期に税務署において実地研修を行うなど、税務署配置後の実務へのスムーズな移行を図るための実務的・実践的なカリキュラムで実施しています。 |

採用予定数が以前と比べて増加されている。2020年度税務職員採用試験採用予定数は約900名、2021年度は約1,010名、2022年約900名となっている。税務大学校各地方研修所に入校（全寮制）し、約12か月の研修を受けたのち、原則として採用地域の税務署などにおいて、国税の調査・徴収等の事務に従事する。世界各国で税務大学校普通科同様、租税法や会計学を講義し、将来の税務職員等養成する教育機関（ドイツではHochschule für Finanzen Nordrhein-Westfalen等）がある。この間、税法などの法律や会計、一般教養など、税務職員に必要な知識や技能の基礎を学ぶ。商業高校に設置される商業に関する学科の学習範囲と重なる。商業高等学校卒業生が有利となる。

国家税務職員のリクルート活動（職場紹介等）として、税務職員が各自の卒業した商業高校へ訪問している。また、税務署内でのインターンシップや商業高校での租税教室の開催や授業内で、税務署職員が教壇に立ち、確定申告の作成の講義等を行っている。
令和に入り、商業高校の教育内容（高等学校学習指導要領（平成30年告示））が大幅に改革され、2022年の商業高校入学者からは授業において会社設立や会社の吸収合併はもとより、「法人税の申告と納付，消費税の申告と納付，所得税の源泉徴収・納付・年末調整，住民税の特別徴収・納付」等、簿記会計学は「株式会社の実務で必要とされる会計処理」も満遍なく教育する等、税務大学校の教育課程を先取りしている。大卒になる場合は、以前は夜学として神戸大学二部や慶應義塾大学（慶應義塾夜間法律科）の流れを汲む専修大学(計理の専修)二部が著名であった。現在は、夜学が縮小しているため、オンライン教育(通信教育)がメインとなり、放送大学や慶應義塾大学通信教育課程等を卒業することとなる。普通科採用の主軸は全国各地の名門商業高校卒業生である。税務大学校研修において、班ごとに分かれ、商業高校卒業生は簿記委員等のリーダーシップをとる。優秀な者は研修金時計組となる。日本の税務行政の中核を生え抜き叩き上げ幹部として支える。事例として、税務職員試験（税務九州）採用予定70名前後のところ、令和4年度の久留米市立久留米商業高等学校は現役高校3年生のみで26名最終合格者を出している。
| 高校名                       | 備考 |
| ---------------------------- | --- |
| 久留米市立久留米商業高等学校 | 明治２９年に信夫淳平（出身校：開成中学校・高等学校、東京高等商業学校（現一橋大学）卒業。外交官、早稲田大学教授）初代校長の下、創立され、浅野陽吉校長（出身校：東京高等商業学校（現一橋大学）卒業。衆議院議員）が校名を高めた。福岡県内で最も長い歴史と伝統を持つ商業高校である。優秀な教職員を擁し、昭和、平成、令和の現在まで、地元福岡国税局の税務行政へ人材を供給している。 |

修了後は、各地の税務署で3年間実務を経験したのち3か月間の中等科研修を受講することとされているほか、一定の実務経験ののち試験に合格することによって1年間の本科研修を受講できる。

## 本科、専科及び通信研修会計学
税理士法第８条第１項第10号に規定する研修として指定された税務大学校「本科」、「専科」及び「通信研修会計学」の実施結果は公開されている。本科と専科の修了試験の出題及び採点は、講義を担当した大学教授が行う。外部講師陣の出身校は東大一橋大早慶等を主軸とする。会計学分野については、明治期以来福澤諭吉の簿記講習所の伝統等から、主に慶大となる。長年にわたり講師をした著名な会計学者として会田一雄、黒川行治がいる。慶大教授会田義雄と慶大教授会田一雄のように親子二代にわたり、外部講師をしているケースも見受けられる。学統は師匠から弟子へと一門承継されていく。会田義雄の門下生が黒川行治、冨塚嘉一、善積康夫等である。このような福澤諭吉の学統・学派による系図は慶大と結びつきが強い日本大学等にも及ぶ。また、代々会計学者の家系も目立つ。事例として、園田平三郎（父：日大教授）園田智昭（子：慶大教授）が挙げられる。税務大学校の成績に基づいてその期の序列（第一選抜組）等が決まっていく。研修修了後の配属先等は修了時の席次（成績）を考慮する。

### 本科
研修対象者は本科研修生選抜試験に合格した職員（受験資格：税務職員採用試験(旧国家公務員採用Ⅲ種試験(税務))の採用者で部内経験5年以上17年未満、かつ40歳未満の職員等）である。
税務大学校のホームページによると、本科研修の目的は「【真に】専門官職としてふさわしい知識、技能を習得させるとともに、【税務の中核として】活躍できるよう広い視野、高い識見、的確な判断力等を身に付けさせる。」とあり、後述の専科研修の目的「専門官職として必要な知識、技能を習得させるとともに、それにふさわしい広い視野、高い識見、的確な判断力等を身に付けさせる。」と明確に区分している。これは、本科研修の本来の目的が幹部職員養成のためとなっているからである。
研修期間は7月から6月までの1年間である。修了試験の出題及び採点は、講義を担当した大学教授が行う。修了要件は税法科目、会計科目等の試験実施科目全てに合格すること(合格基準点は各科目とも満点の60％)。
| 年度     | 研修人員 | 修了者 |
| -------- | -------- | ------ |
| 平成29年 | 300名    | 297名  |
| 平成30年 | 300名    | 293名  |
| 令和元年 | 300名    | 299名  |

| 年度     | 研修科目   | 研修講師                 | 研修講師の出身校       | 主な教材                                                     |
| -------- | ---------- | ------------------------ | ---------------------- | ------------------------------------------------------------ |
| 平成29年 | 簿記会計学 | 西澤 茂 （上智大学教授） | 商学修士(慶應義塾大学) | 「平成29年度専科・本科教材簿記会計学Ⅰ・Ⅱ」（税務大学校作成） |
| 平成30年 | 簿記会計学 | 西澤 茂 （上智大学教授） | 商学修士(慶應義塾大学) | 「平成30年度簿記会計学Ⅰ・Ⅱ」（税務大学校作成）               |
| 令和元年 | 簿記会計学 | 西澤 茂 （上智大学教授） | 商学修士(慶應義塾大学) | 「平成31年度（2019年度）簿記会計学Ⅰ・Ⅱ」（税務大学校作成）   |

| 年度     | 研修科目   | 研修講師                   | 研修講師の出身校                                          | 主な教材                                            |
| -------- | ---------- | -------------------------- | --------------------------------------------------------- | --------------------------------------------------- |
| 平成29年 | 財務諸表論 | 五十嵐邦正（日本大学教授） | 一橋大学商学部 、一橋大学大学院商学研究科経営学及び会計学 | 「基礎財務会計（第17版）」(五十嵐邦正著、森山書店） |
| 平成30年 | 財務諸表論 | 五十嵐邦正（日本大学教授） | 一橋大学商学部 、一橋大学大学院商学研究科経営学及び会計学 | 「基礎財務会計（第17版）」(五十嵐邦正著、森山書店） |
| 令和元年 | 財務諸表論 | 五十嵐邦正（日本大学教授） | 一橋大学商学部 、一橋大学大学院商学研究科経営学及び会計学 | 「基礎財務会計（第18版）」(五十嵐邦正著、森山書店） |

### 専科
研修対象者は国税専門官採用試験による採用者で部内経験3年の職員等である。8月から翌2月までの7か月間行う。修了試験の出題及び採点は、講義を担当した大学教授が行う。修了要件は税法科目、会計科目等の試験実施科目全てに合格すること(合格基準点は各科目とも満点の60％)。
| 年度     | 研修人員 | 修了者   |
| -------- | -------- | -------- |
| 平成29年 | 1,003名  | 987名    |
| 平成30年 | 951名    | 905名    |
| 令和元年 | 1,080名  | 1,048 名 |

| 年度     | 研修科目   | 研修講師                                                           | 研修講師の出身校 | 主な教材                                                     |
| -------- | ---------- | ------------------------------------------------------------------ | --- | ------------------------------------------------------------ |
| 平成29年 | 簿記会計学 | 片岡洋人（明治大学専門職大学院教授）、園田智昭（慶應義塾大学教授） | 片岡洋人（東京理科大学経営学部経営学科 、東京理科大学大学院経営学研究科 、一橋大学大学院商学研究科経営学及会計学） 、園田智昭（慶應義塾 経済学部 、慶應義塾 商学研究科） | 「平成29年度専科・本科教材簿記会計学Ⅰ・Ⅱ」（税務大学校作成） |
| 平成30年 | 簿記会計学 | 片岡洋人（明治大学専門職大学院教授）、園田智昭（慶應義塾大学教授） | 片岡洋人（東京理科大学経営学部経営学科 、東京理科大学大学院経営学研究科 、一橋大学大学院商学研究科経営学及会計学） 、園田智昭（慶應義塾 経済学部 、慶應義塾 商学研究科） | 「平成30年度簿記会計学Ⅰ・Ⅱ」（税務大学校作成）               |
| 令和元年 | 簿記会計学 | 片岡洋人（明治大学専門職大学院教授）、園田智昭（慶應義塾大学教授） | 片岡洋人（東京理科大学経営学部経営学科 、東京理科大学大学院経営学研究科 、一橋大学大学院商学研究科経営学及会計学） 、園田智昭（慶應義塾 経済学部 、慶應義塾 商学研究科） | 「平成31年度（2019年度）簿記会計学Ⅰ・Ⅱ」（税務大学校作成）   |

| 年度     | 研修科目   | 研修講師                                                  | 研修講師の出身校                                                                                         | 主な教材 |
| -------- | ---------- | --------------------------------------------------------- | --- | --- |
| 平成29年 | 財務諸表論 | 浅倉和俊（中央大学教授） 、善積康夫（千葉大学大学院教授） | 浅倉和俊（慶應義塾大学、慶應義塾大学商学研究科経営学・会計学専攻 ） 、善積康夫（商学修士(慶應義塾大学)） | 「財務会計論の重点詳解（第2版）」（浅倉和俊ほか著、中央経済社）「財務会計講義（第18版）」(桜井久勝著、中央経済社) |
| 平成30年 | 財務諸表論 | 浅倉和俊（中央大学教授） 、善積康夫（千葉大学大学院教授） | 浅倉和俊（慶應義塾大学、慶應義塾大学商学研究科経営学・会計学専攻 ） 、善積康夫（商学修士(慶應義塾大学)） | 「財務会計論の重点詳解（第3版）」（浅倉和俊ほか著、中央経済社）「財務会計講義（第19版）」(桜井久勝著、中央経済社) |
| 令和元年 | 財務諸表論 | 浅倉和俊（中央大学教授） 、善積康夫（千葉大学大学院教授） | 浅倉和俊（慶應義塾大学、慶應義塾大学商学研究科経営学・会計学専攻 ） 、善積康夫（商学修士(慶應義塾大学)） | 「財務会計論の重点詳解（第4版）」（浅倉和俊ほか著、中央経済社）「財務会計講義（第20版）」(桜井久勝著、中央経済社) |

- 専門科目

- 一般科目

### 通信研修会計学
研修対象者は部内経験10年以上の職員（本科・専科の研修修了者、税理士試験（簿記論・財務諸表論）の合格者等を除く)である。
| 年度     | 研修人員 | 修了試験受験者              | 修了試験合格者             |
| -------- | -------- | --------------------------- | -------------------------- |
| 平成29年 | 108名    | 101名（外 再受験者33名）    | 72名（外 再受験者8名）     |
| 平成30年 | 128名    | 120名（外 再受験者15名）    | 87名（外 再受験者3名）     |
| 令和元年 | 134名    | 127 名（外 再受験者 16 名） | 87 名（外 再受験者 １ 名） |

| 年度     | 大学教授2名を含む通信研修会計学試験委員会において試験問題を審議の上出題 | 大学教授2名の出身校 | 主な教材 | 採点                     |
| -------- | ----------------------------------------------------------------------- | --- | --- | ------------------------ |
| 平成29年 | 倉田幸路（立教大学名誉教授） 、冨塚嘉一（中央大学法科大学院教授）       | 倉田幸路（立教大学経済学部経済学科、明治大学経営学研究科経営学専攻） 、冨塚嘉一（商学修士(慶應義塾大学)、博士（会計学）(中央大学)） | 「財務会計講義（第18版）」（桜井久勝著、中央経済社）                                                           | 税務大学校専門教育部教授 |
| 平成30年 | 倉田幸路（立教大学名誉教授） 、冨塚嘉一（中央大学法科大学院教授）       | 倉田幸路（立教大学経済学部経済学科、明治大学経営学研究科経営学専攻） 、冨塚嘉一（商学修士(慶應義塾大学)、博士（会計学）(中央大学)） | 「平成30年度簿記会計学Ⅰ・Ⅱ」（税務大学校作成）、「財務会計講義（第19版）」（桜井久勝著、中央経済社）           | 税務大学校専門教育部教授 |
| 令和元年 | 倉田幸路（立教大学名誉教授） 、冨塚嘉一（中央大学法科大学院教授）       | 倉田幸路（立教大学経済学部経済学科、明治大学経営学研究科経営学専攻） 、冨塚嘉一（商学修士(慶應義塾大学)、博士（会計学）(中央大学)） | 「平成31年度（2019年度）簿記会計学Ⅰ・Ⅱ」（税務大学校作成）「財務会計講義（第20版）」（桜井久勝著、中央経済社） | 税務大学校専門教育部教授 |

## 研究科
国税局長等の推薦により国税庁長官が研修生を決定する。本科、専科卒業生等の中から選考された者を対象として実施し、税務に関する高度の専門的な理論及び技能を習得する目的で設置されている。研修期間は1年3か月又は2年3か月である。“国税庁税務大学校・研究科の研修生は，国税職員５万数千人のなかから，毎年20名ほどが全国の国税の職場（国税庁，国税不服審判所，国税局，税務署等）から選抜されて入校してきた人達です。”。出世の為の一つの基準であり、選考された者の人事上の取り扱いがその他大多数と異なることになる。霞ヶ関（財務省本省、国税庁）と全国各地の地方支分部局（とくに、東京国税局）を行き来し、昇進を重ねて、国税庁長官官房首席監察官等を経て、国税局長等となる。昭和40年4月6日研究科1期生の研修が開始された。研修先は東大法学部5名、経済学部7名、一橋大学7名であった。宿舎は代々木のオリンピック宿舎跡地(現国立青少年センター)であった。研究科生の氏名と研究論文題目(法人税法等)は公開されている。研究テーマについては東大早慶の大学図書館等で先行研究(過去の研究科生の研究等含む）を予め調べることが望ましい。令和になり、人工知能とデータサイエンス分野への研修が加わった。
研究員として大学及び大学院に聴講生又は博士前期（修士）課程受講者として派遣している。
| 年度別 研究科卒業者数 | 年度別 研究科卒業者数 | 年度別 研究科卒業者数 |
| --------------------- | --------------------- | --------------------- |
| 年度                  | 期別                  | 卒業者数(内女性)      |
| 昭和40年度            | 1                     | 19                    |
| 昭和41年度            | 2                     | 14                    |
| 昭和42年度            | 3                     | 13                    |
| 昭和43年度            | 4                     | 15                    |
| 昭和44年度            | 5                     | 15                    |
| 昭和45年度            | 6                     | 20                    |
| 昭和46年度            | 7                     | 20                    |
| 昭和47年度            | 8                     | 20                    |
| 昭和48年度            | 9                     | 20                    |
| 昭和49年度            | 10                    | 20                    |
| 昭和50年度            | 11                    | 20                    |
| 昭和51年度            | 12                    | 20                    |
| 昭和52年度            | 13                    | 20                    |
| 昭和53年度            | 14                    | 20                    |
| 昭和54年度            | 15                    | 20                    |
| 昭和55年度            | 16                    | 19                    |
| 昭和56年度            | 17                    | 20                    |
| 昭和57年度            | 18                    | 20                    |
| 昭和58年度            | 19                    | 20                    |
| 昭和59年度            | 20                    | 19                    |
| 昭和60年度            | 21                    | 20                    |
| 昭和61年度            | 22                    | 19                    |
| 昭和62年度            | 23                    | 20                    |
| 昭和63年度            | 24                    | 20                    |
| 平成元年度            | 25                    | 20                    |
| 平成2年度             | 26                    | 20                    |
| 平成3年度             | 27                    | 21                    |
| 平成4年度             | 28                    | 21                    |
| 平成5年度             | 29                    | 21（1）               |
| 平成6年度             | 30                    | 21                    |
| 平成7年度             | 31                    | 21                    |
| 平成8年度             | 32                    | 21                    |
| 平成9年度             | 33                    | 22                    |
| 平成10年度            | 34                    | 22                    |
| 平成11年度            | 35                    | 22（1）               |

- 聴講生を派遣している大学及び大学院
  - 　東京大学法学部
  - 　東京大学経済学部
  - 　一橋大学法学部
  - 　京都大学大学院法学研究科
  - 　神戸大学大学院経営学研究科
- 博士前期（修士）課程受講者を派遣している大学院
  - 　一橋大学大学院国際・公共政策大学院
  - 　早稲田大学大学院法学研究科
  - 　早稲田大学会計研究科
  - 　名古屋大学大学院法学研究科
  - 　大阪大学大学院法学研究科
  - 　神戸大学大学院法学研究科
  - 　立教大学大学院人工知能科学研究科
  - 　滋賀大学大学院データサイエンス研究科

研修生の生活の具体例として、1期生を取り上げる。

## 対外関係
慶應義塾大学大学院商学研究科世界銀行国際租税留学制度が挙げられる。この制度は、国税庁・税務大学校・慶應義塾大学との緊密な協力の下、世界銀行加盟国のうち発展途上国の税務行政官僚の育成を行っている。
| 慶應義塾大学大学院商学研究科世界銀行国際租税留学制度 - 1996（平成8）年4月発足 - 世界銀行からの特別な資金によって設立 - 毎年5名が入学 - 本プログラムの科目は、すべて英語によって授業・指導 - 慶應義塾大学大学院商学研究科での学究的な研鑽と税務大学校での実際的な研修 |

## 組織

### 歴代税務大学校長
税務大学校長は東京国税局長、大阪国税局長とともに政令で規定される指定職3号の役職である。財務省大臣官房総括審議官、財務省外局である国税庁次長と同様である。税務大学校長室は財務省庁舎5階の合同庁舎4号館側にある。国税庁長官官房首席監察官室の隣室である。
| 氏名        | 出身校          | 在任期間    | 前職                                                                                 | 後職                                                    | 備考       |
| ----------- | --------------- | ----------- | ------------------------------------------------------------------------------------ | ------------------------------------------------------- | ---------- |
| 岡本 佳郎   | 東京大学 法     | 2010年3月-  | 国税庁次長                                                                           |                                                         | 国税庁次長 |
| 青木 直幸   | 東京大学 法     | 2010年7月-  | 大臣官房審議官（大臣官房担当）                                                       |                                                         |            |
| 田中 一穂   | 東京大学 法     | 2011年6月-  | 国税庁次長                                                                           | 国税庁次長                                              | 国税庁次長 |
| 荒井 英夫   | 東京大学 経済   | 2011年7月-  | 東京国税局長                                                                         |                                                         |            |
| 岡本 榮一   | 東京大学 法     | 2012年5月-  | 国税庁次長                                                                           | 国家公務員共済組合連合会理事長                          | 国税庁次長 |
| 山崎 穰一   | 東京大学 法     | 2012年7月-  | 近畿財務局長                                                                         |                                                         |            |
| 西村 善嗣   | 東京大学 法     | 2013年2月-  | 国税庁次長                                                                           | 東京国税局長                                            | 国税庁次長 |
| 道盛 大志郎 | 東京大学 法     | 2013年6月-  | 東京国税局長                                                                         | 大臣官房付                                              |            |
| 浜田 敏彰   | 東京大学 法     | 2014年7月-  | 国税不服審判所次長                                                                   |                                                         |            |
| 小口 一彦   | 東京大学 経済   | 2015年7月-  | 大臣官房付                                                                           | 大臣官房付                                              |            |
| 田中 修     | 東京大学 法     | 2016年6月-  | 大臣官房政策評価審議官 大臣官房審議官（会計課・地方課担当） 財務総合政策研究所副所長 | 財務総合政策研究所特別研究官（中国研究交流顧問）        |            |
| 後藤 真一   | 早稲田大学 政経 | 2017年10月- | 原子力損害賠償・廃炉等支援機構理事                                                   | 駐タンザニア大使                                        |            |
| 川上 尚貴   | 東京大学 法     | 2018年8月-  | 内閣官房内閣審議官（内閣官房副長官補付）                                             | 東日本旅客鉄道株式会社顧問                              |            |
| 垣水 純一   | 東京大学 経済   | 2019年7月-  | 関東信越国税局長                                                                     |                                                         |            |
| 栗原 一福   | 東京大学 法     | 2020年8月-  | 関東信越国税局長                                                                     | 大臣官房財政経済特別研究官 財務総合政策研究所特別研究官 |            |
| 金井 哲男   | 東京大学 法     | 2021年10月- | 大臣官房付                                                                           |                                                         | [ 26 ]     |

#### 歴代税務大学副校長
税務大学校副校長は東京国税局長と大阪国税局長以外の国税局長（札幌、仙台、関東信越、金沢、名古屋、広島、高松、福岡、熊本）とともに政令で規定される指定職2号の役職である。財務省主税局参事官、財務省外局である国税庁部長（課税、徴収、調査査察）と同様である。税務大学副校長室は財務省庁舎5階の合同庁舎4号館側にある。
| 氏名      | 出身校      | 在任期間   | 前職                     | 後職                                         |
| --------- | ----------- | ---------- | ------------------------ | -------------------------------------------- |
| 谷口 裕之 | 東北大学 法 | 2017年7月- | 沖縄国税事務所長         | 千葉商科大学大学院会計ファイナンス研究科教授 |
| 市田 浩恩 | 東北大学 法 | 2018年7月- | 札幌国税局長             |                                              |
| 岸 英彦   | 上智大学 経 | 2019年7月- | 国税庁徴収部管理運営課長 | 熊本国税局長                                 |
| 山寺 尚雄 | 京都大学    | 2020年7月- | 国税庁徴収部管理運営課長 | 金沢国税局長                                 |
| 三宅 啓介 |             | 2021年7月- | 国税庁徴収部管理運営課長 |                                              |

## 所在地
- 本校

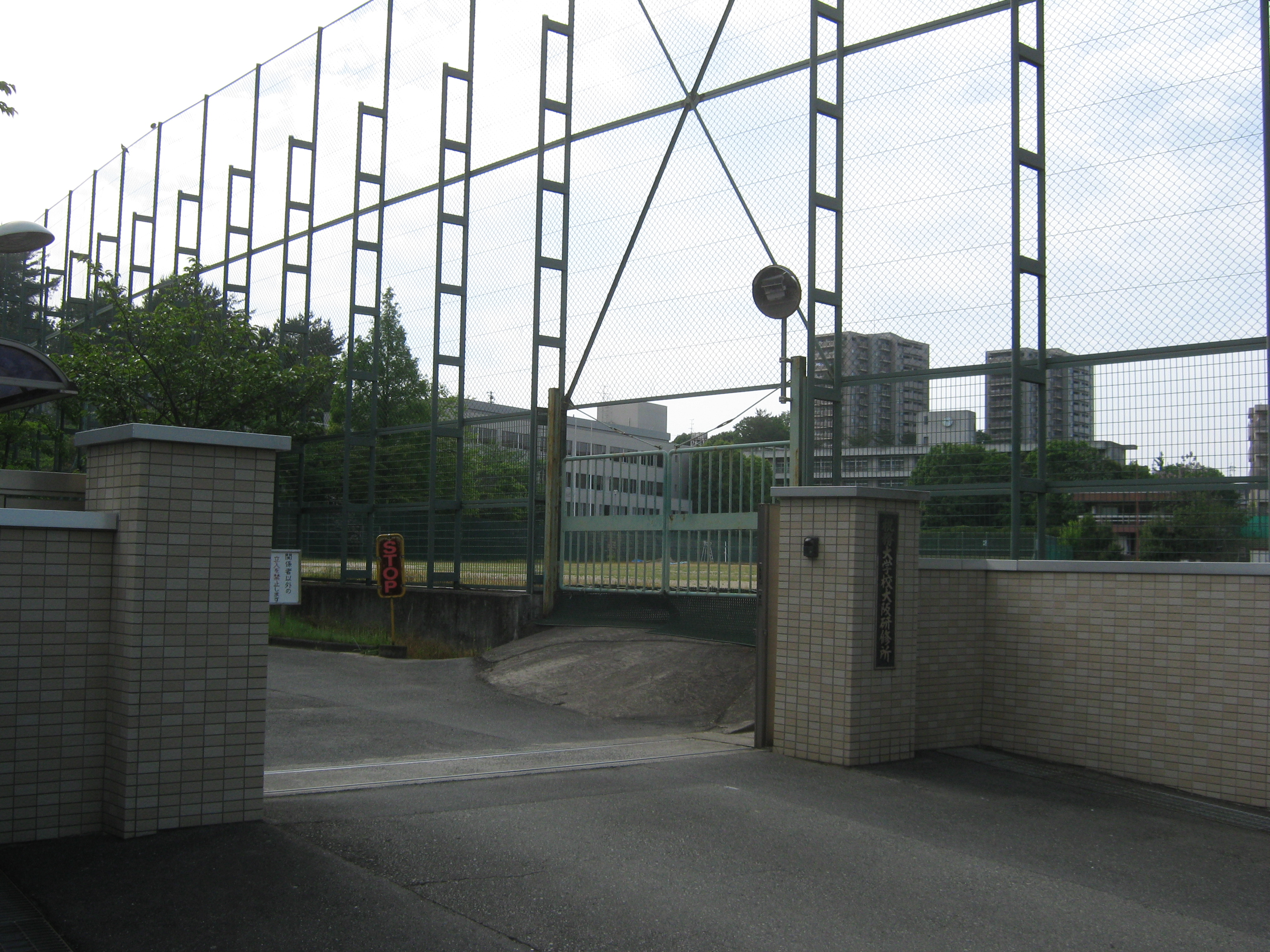
税務大学校大阪研修所

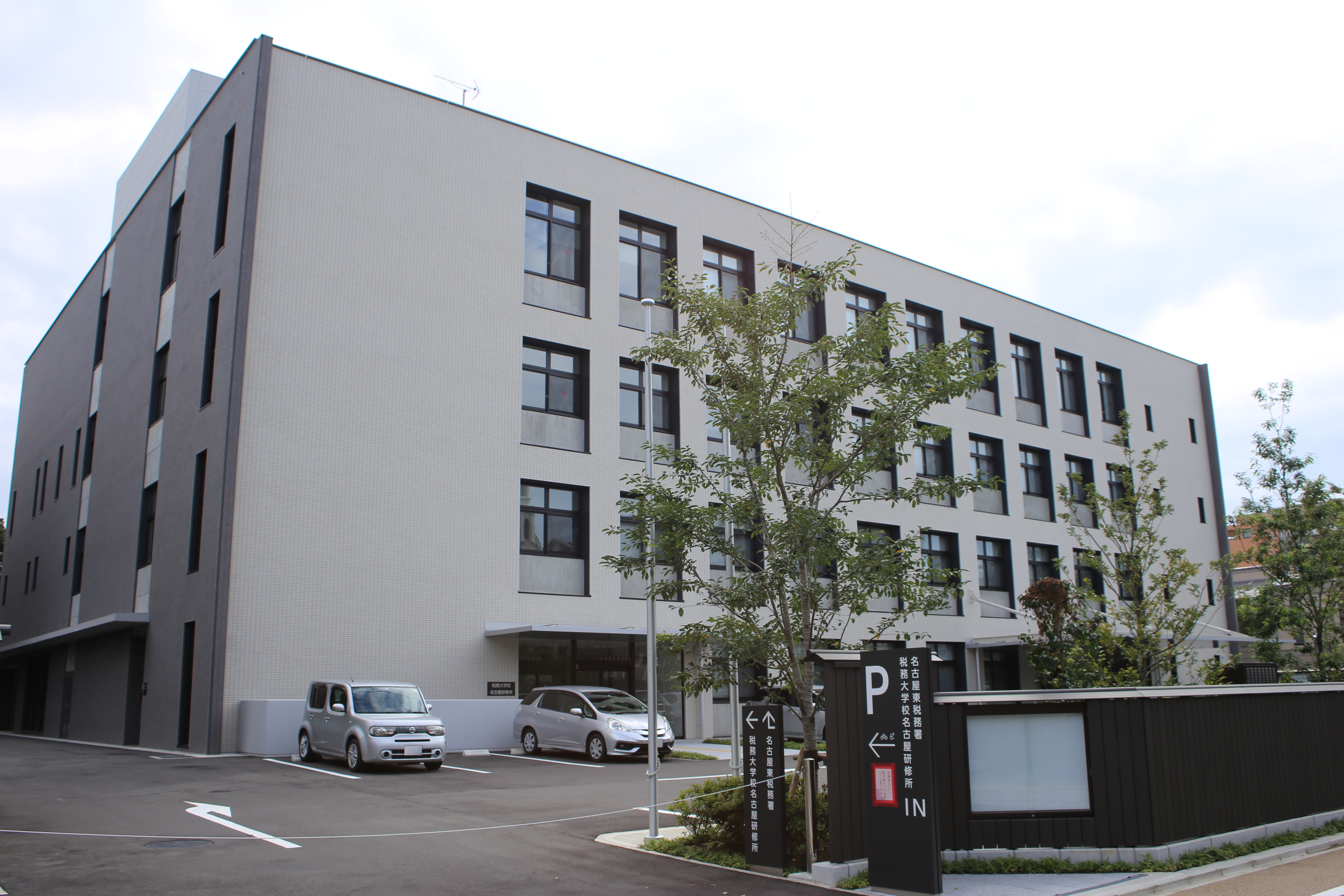
税務大学校名古屋研修所が入居する名古屋第三国税総合庁舎

  - 霞ヶ関事務室（東京都千代田区、中央合同庁舎第4号館）
  - 和光校舎（埼玉県和光市）
  - 税務情報センター・租税史料室（和光校舎に併設）
- 地方研修所
  - 札幌研修所（札幌市西区）
  - 仙台研修所（仙台市青葉区、仙台合同庁舎）
  - 関東信越研修所（埼玉県和光市、本校敷地内）
  - 東京研修所（千葉県船橋市）
  - 金沢研修所（石川県金沢市、金沢駅西合同庁舎）
  - 名古屋研修所（名古屋市東区、名古屋第三国税総合庁舎）
  - 大阪研修所（大阪府枚方市）
  - 広島研修所（広島市南区）
  - 高松研修所（香川県高松市、高松第二国税総合庁舎）
  - 福岡研修所（福岡市博多区、福岡合同庁舎）
  - 熊本研修所（熊本市東区）
  - 沖縄研修支所（沖縄県浦添市）

## その他
- 税務職員の大学進学率の上昇に伴い、財務省（国税庁）には出身大学別の校友会があり、事例としては大蔵国税三田会等があげられる[28]。
- 2020年新型コロナウイルス感染症の流行の際、中華人民共和国武漢市から引き揚げてきた帰国者の経過観察受け入れ先として、税務大学校（和光市）の施設が割り当てられた[29]。

- 2020年新型コロナウイルス感染症の流行の際、約1100人の新人研修をオンライン授業にした[30]。